# Газерд (Небраска)
Газерд (англ. Hazard) — селище (англ. village) в США, в окрузі Шерман штату Небраска. Населення — 57 осіб (2020).

## Географія
Газерд розташований за координатами 41°5′30″ пн. ш. 99°4′38″ зх. д. / 41.09167° пн. ш. 99.07722° зх. д. (41.091539, -99.077244).  За даними Бюро перепису населення США в 2010 році селище мало площу 0,66 км², уся площа — суходіл.

## Демографія
Згідно з переписом 2010 року, у селищі мешкало 70 осіб у 34 домогосподарствах у складі 17 родин. Густота населення становила 106 осіб/км².  Було 41 помешкання (62/км²).
Расовий склад населення:
| - 98,6 % — білих |

До двох чи більше рас належало 1,4 %. Частка іспаномовних становила 5,7 % від усіх жителів.
За віковим діапазоном населення розподілялося таким чином: 25,7 % — особи молодші 18 років, 52,9 % — особи у віці 18—64 років, 21,4 % — особи у віці 65 років та старші. Медіана віку мешканця становила 39,3 року. На 100 осіб жіночої статі у селищі припадало 100,0 чоловіків;  на 100 жінок у віці від 18 років та старших — 100,0 чоловіків також старших 18 років.
Середній дохід на одне домашнє господарство  становив 47 475 доларів США (медіана — 38 500), а середній дохід на одну сім'ю — 55 878 доларів (медіана — 51 250). За межею бідності перебувало 3,3 % осіб, у тому числі 0,0 % дітей у віці до 18 років та 8,7 % осіб у віці 65 років та старших.
Цивільне працевлаштоване населення становило 32 особи. Основні галузі зайнятості: сільське господарство, лісництво, риболовля — 21,9 %, фінанси, страхування та нерухомість — 18,8 %, освіта, охорона здоров'я та соціальна допомога — 18,8 %.